# Ricardo Prada
Ricardo Jesús Prada Vásquez (Porlamar, 8 de enero de 1991) es un venezolano que emigró a Estados Unidos en 2024, conocido por ser detenido por el Servicio de Control de Inmigración y Aduanas en la ciudad de Detroit, Míchigan. Desde el 15 de marzo de 2025, no hay rastro de su paradero.
El Departamento de Seguridad Nacional de los Estados Unidos, informó que Prada habría sido enviado al Centro de Confinamiento del Terrorismo (CECOT) de El Salvador, aunque éste no aparece en las listas de deportados del 15 de marzo de 2025 a dicho país, ni en los videos de ese día. El Servicio de Control de Inmigración y Aduanas (ICE) también confirmó que fue deportado, pero no dio detalles del lugar. Ni las organizaciones de defensa de los inmigrantes ni los medios de comunicación, han podido confirmar el paradero actual de Prada.
«El caso de Ricardo representa un 'agujero negro' dentro del sistema migratorio. No existe debido proceso. No he oído hablar de una desaparición como esta en mis más de 40 años de práctica y enseñanza de la ley de inmigración», alertó Stephen Yale-Loehr, experto en inmigración de la Universidad de Cornell.

## Antecedentes y desaparición
De acuerdo con un reporte del The New York Times, Prada Vásquez ingresó a los Estados Unidos el 29 de noviembre de 2024, bajo la aplicación móvil CBP One de la administración de Biden. Trabajaba como delivery de Uber Eats en la ciudad de Detroit, mientras esperaba la resolución de su caso. El 15 de enero de 2025, cuando recogía un pedido de McDonald's, hizo un giro que lo obligó a cruzar el puente Ambassador hacia Canadá. En lugar de permitirle dar la vuelta, el Servicio de Control de Inmigración y Aduanas de Estados Unidos (ICE), lo arrestaron por supuestamente intentar «reingresar» a los Estados Unidos, a pesar de su estatus legal. Tras no obtener representación legal, el gobierno de Trump ordenó su expulsión y finalmente fue trasladado a un centro del ICE en el sur de Texas. El 15 de marzo, el día de los vuelos de migrantes a El Salvador, llamó a un amigo para informarle de que pronto podría ser deportado a Venezuela.

## Repercusiones

### Gobierno de Estados Unidos
Tricia McLaughlin, una portavoz del Departamento de Seguridad Nacional de los Estados Unidos (DHS), emitió una declaración 
en Twitter en respuesta al reportaje del The New York Times sobre el inmigrante venezolano:

Ricardo Jesús Prada Vásquez, ciudadano venezolano y miembro confirmado del Tren de Aragua, ingresó a Estados Unidos el 29 de noviembre de 2024 por el puerto de entrada de Brownsville, Texas, mediante una cita a través de la aplicación CBP One. Prada obtuvo libertad condicional en EE. UU. y se le notificó una citación para comparecer ante un juez de inmigración.

El 15 de enero, Prada fue encontrado en Detroit, Michigan, intentando ingresar a EE. UU. desde Canadá, y fue remitido a una inspección secundaria. Una investigación posterior resultó en la designación de Prada como una amenaza para la seguridad pública como miembro confirmado del Tren de Aragua y en violación de sus condiciones de admisión. Prada fue aprehendido y transferido a ICE Michigan para su detención. El 27 de febrero, un juez de inmigración ordenó su deportación de EE. UU.

El 15 de marzo, Prada fue deportado a El Salvador.

### Gobierno de Venezuela
El 23 de abril de 2025, el fiscal general Tarek William Saab, informó la designación de una fiscalía especializada para investigar la desaparición forzada del ciudadano venezolano Ricardo Prada, quien fuese presuntamente deportado de Estados Unidos.
A través de su cuenta en Instagram, el Ministerio Público (MP) ofreció los detalles del caso en un comunicado: «Una nota de The New York Times, afirma que Prada no aparece entre los deportados a El Salvador que se encuentran arbitrariamente privados de libertad en el CECOT. Asimismo, el artículo afirma que las autoridades estadounidenses informaron que Prada fue deportado, pero no han revelado a qué destino».
Ante ello, Tarek William Saab acotó que, para conducir la investigación se designó un fiscal con competencia en protección de derechos humanos quien adelantará las diligencias necesarias para dar con su paradero.

### Familiares y amigos de Prada
En una entrevista para CNN en español, Hugo Prada, hermano de Ricardo, aseguró que han buscado por todos los medios posibles sin éxito. Contó además que la última vez que habló con su hermano, fue en enero de 2025 por videollamada. «Ricardo estaba feliz, por primera vez veía nevar. Fue a Estados Unidos a trabajar para ayudar a su familia, incluidos sus dos hijos que se quedaron en la isla de Margarita», declaró. La organización Together and Free y abogados de derechos migratorios han rastreado bases de datos, centros de detención y registros judiciales, sin obtener pistas del paradero de Ricardo Prada.
«Simplemente ha desaparecido», dijo 'Javier', un amigo que vive en Chicago, quien sería la última persona con la que Prada tuvo contacto cuando fue aprehendido, según publicó el medio The New York Times. También dijo que la última vez que tuvo noticias de Prada, se encontraba en el centro penitenciario del condado de Calhoun, al oeste de Míchigan. Tras no encontrar un abogado para defender su caso, se ordenó su deportación el 27 de febrero. Lo trasladaron a un centro del ICE en Ohio y luego al centro de detención El Valle, en Raymondville, al sur de Texas.
Gris Vogt, una estadounidense de origen mexicano que está en contacto con familiares de Prada y que, a través de su cuenta de Tik Tok da voz a personas enviadas al CECOT, declaró que «desde el 14 de marzo, la familia no sabe nada de Ricardo, y tenían mucho miedo a hablar. Pero no es el único caso; hay mucha gente buscando todavía a sus familiares».